# 鄺官穩
鄺官穩（1978年—），前離島區議會長洲南選區區議員、2016年立法會選舉新界西直選候選人，前經民聯成員、前經濟動力成員。
他畢業於長洲聖心學校，在2016年香港立法會選舉新界西直選未申報政治聯繫，只得810票落選。

## 簡歷
鄺官穩在2007年香港區議會選舉以無黨派身份首次參選長洲南選區但落敗，2011年選舉時加入經濟動力再次參選同一選區當選，2015年得1,487票（53.39%得票率）連任。2019年香港區議會選舉，長洲南北選區合併後，資源被調去東涌增設新選區，而鄺亦放棄連任。